# Yining
Yining, även känd under sitt uighuriska namn Ghulja, är en stad på häradsnivå i Xinjiang, Kina. Den ligger omkring 500 kilometer väster om regionhuvudstaden Ürümqi. Staden är huvudort i den kazakiska autonoma prefekturen Ili och tillhör den historiska regionen Dzungariet. 
Yining är belägen vid Ili-floden nära gränsen till Kazakstan.
Det var i Yining som det Fördraget i Kulja mellan Qingdynastin och Tsarryssland ingicks 1851, vilket öppnade Xinjiang för rysk handel. Staden ockuperades av Tsarryssland 1871 i samband med Yakub Begs uppror. 1881 lyckades Zeng Jize återvinna staden till Kina.
Yining är en viktig jordbruksmarknad i regionen och är Ili-dalens kommersiella center. Det finns också fruktträdgårdar i staden och järn och kol utvinns också i området. Förr i tiden var staden känd för sin handel med te och nötkreatur